# Лезово
Лезово (мкд. Лезово) је насеље у Северној Македонији, у источном делу државе. Лезово је у саставу општине Пробиштип.

## Географија
Лезово је смештено у источном делу Северне Македоније. Од најближег града, Пробиштипа, насеље је удаљено 10 km јужно.
Насеље Лезово се налази у историјској области Злетово, на јужном ободу Злетовске котлине. Источно од насеља издижу се прва брда планине Манговице. Надморска висина насеља је приближно 380 метара. Источно од насеља тече Злетовска река доњим делом свог тока.
Месна клима је умерено континентална.

## Становништво
Лезово је према последњем попису из 2002. године имало 44 становника.
Претежно становништво у насељу су етнички Македонци (100%).
Већинска вероисповест месног становништва је православље.